# Pilarryggen
Der Pilarryggen (norwegisch für Pfeilerrücken) ist ein felsiger Gebirgszug im ostantarktischen Königin-Maud-Land. Im Borg-Massiv ragt er auf der Westseite des Gebirgspasses Portalen auf.
Norwegische Kartografen, die ihn auch benannten, kartierten ihn anhand von Luftaufnahmen und Vermessungen der Norwegisch-Britisch-Schwedischen Antarktisexpedition (1949–1952).